# Takeshi Handa
Takeshi Handa (født 26. juni 1985) er en japansk tidligere professionel fodboldspiller.
Han har spillet for flere forskellige klubber i sin karriere, herunder FC Machida Zelvia og Blaublitz Akita.